# Nathan Oliveira
Nathan Oliveira, né le 19 décembre 1928 à Oakland (Californie) et mort le 13 novembre 2010  à Palo Alto (Californie), est un peintre, graveur et sculpteur américain.
Depuis la fin des années 1950, il a exposé dans près d'une centaine d'expositions individuelles et autant d'expositions de groupe, dans d'importants musées et galeries du monde entier, notamment pendant les expositions annuelles du Whitney Museum of American Art. De la fin des années 1950 et début des années 1960, à ce jour, il exposé un travail en constante évolution.
Il enseigne la peinture durant plusieurs décennies en Californie, d'abord au début des années 1950 à Oakland, puis à l'université Stanford. Nathan Oliveira est considéré comme l'un des pionniers du retour au figuratif dans la peinture américaine, mouvement qui a pris naissance autour de la baie de Californie dans les années 1950. Avec ses collègues et amis, Oliviera va répondre à l'expressionnisme abstrait qui domine l'art à cette époque, par un retour à l'imagerie traditionnelle.

## Carrière
Oliveira a fréquenté les écoles d'arts d'Oakland, d'abord au Mills College, où il a assisté aux cours donnés par Max Beckmann, et plus tard au California College of the Arts, où il a obtenu un BFA en 1951 et un MFA en 1952. Professionnel, il enseigne l'art dans plusieurs écoles, et notamment au California College of the Arts et l'université Stanford.
- 1952-53 California College of Arts and Crafts, Oakland,
- 1955-56 California College of Arts and Crafts, Oakland,
- 1964-96 Professeur d'Arts, université Stanford

## Récompenses
- 2000 : décoré commandeur de l'ordre de l'Infant Dom Henrique par le président du Portugal et le gouvernement portugais.
- 1997 : début de la publication d'une importante monographie sur sa vie et son œuvre par les Presses de l'université de Berkeley, dont l'auteur est Susan Landauer. Ce travail débute en 1998.
- 1996 : déclaré docteur honoris causa ès beaux-arts, au San Francisco Art Institute.
- Honoré par la California Society of Printmakers pour ses réalisations artistiques remarquables.
- 1994 : élu membre de l'Académie américaine des arts et des sciences de Cambridge.
- Élu membre de l'American Academy of Arts and Letters de New York.
- 1992 distingué professeur "émérite" d'arts à la Chaire d'Ann O'Day Maples à l'université Stanford
- 1988 : désigné professeur d'arts à la Chaire d'Ann O'Day Maples à l'université Stanford
- 1985 Académicien, ès arts graphiques, de la National Academy of Design de New York.
- 1984 Prix de l'Adademy Institute, ès Art, à l'American Academy and Institute of Arts and Letters de New York.
- 1982 : élu membre associé de la National Academy of Design de New York.
- 1974 Obtient la bourse du National Endowment for the Arts.
- 1968 : déclaré docteur honoris causa ès beaux-arts du California College of Arts and Crafts d'Oakland.
- 1964 : obtient à nouveau la bourse "Tamarind" pour son travail en lithographie. Los Angeles.
- 1963 : prix spécial en art contemporain d'Amérique et d'Espagne à Madrid (Espagne).
- Obtient une première fois la bourse "Tamarind" pour son travail en lithographie. Los Angeles.
- 1959 : médaillé de bronze (médaille "Norman Wait Harris") à l'Art Institute of Chicago.
- 1958 : obtient la bourse "John Simon Guggenheim".
- 1957 : obtient la bourse de la Louis Comfort Tiffany Foundation.

## Association artistique
Dans les années 1950 et 1960, il est membre de l'École de San Francisco, un mouvement artistique localisé autour de la baie du même nom, et qui pronait un retour du figuratif par réaction à l'omniprésence de l'art abstrait dans l'art contemporain. Ses collègues dans ce groupe sont Richard Diebenkorn, David Park, Elmer Bischoff, et plus tard Joan Brown et Manuel Neri. Oliveira est aussi connu pour son travail exceptionnel de graveur, et pour ses œuvres uniques dans le monde de la monotypie. Aujourd'hui, il expose ses tableaux dans les musées et galeries du monde entier.

## Travaux récents
À partir des années 2000, Oliveira travaille à une série de toiles librement inspirées du poème de Gerard Manley Hopkins intitulé "Le Windhover". Cette œuvre devrait trouver sa place dans l'avenir dans le centre contemplatif de l'université Stanford.